# 性的ヒーリング〜其ノ弐〜
『性的ヒーリング〜其ノ弐〜』（せいてきヒーリング そのに）は、2000年8月30日に発売された椎名林檎のミュージック・ビデオ集である。発売元は東芝EMI。椎名作品としては初めてVHS版（規格品番：TOVF-1337）とDVD版（規格品番：TOBF-5030）が同時発売され、VHS版のみ発売されていた1作目のミュージック・ビデオ集『性的ヒーリング〜其ノ壱〜』のDVD版も同時発売された。

## 概要
本作には2枚のシングルから表題曲2曲およびカップリング曲1曲、アルバム『勝訴ストリップ』収録曲より2曲の計5曲のミュージック・ビデオを収録。そしてスペシャル映像として、前作同様自身の曲を使用したパロディCM3本と椎名が一言ネタを行う隠し映像が収められている。今回のCMでは本物の企業の協力を得て、所属レコード会社東芝EMIのCDプレス工場（御殿場工場）のCM、その親会社である株式会社東芝の電球のCM、さらに紀文フードケミファの実際の製品（豆乳）のCMを収録。
本作収録の「罪と罰」とミュージック・ビデオではないもののアルバム収録曲「依存症」が流れるエンドロールにおいて、当時の椎名の愛車である中古で購入したカラシ色のメルセデス・ベンツが登場している。「罪と罰」では真っ二つに切断された姿で登場し、エンドロールでは富士山の麓の高原での爆破シーンに使用された。
初回生産限定盤はVHS版がカラーカセット、DVD版はカラーケース仕様。
また2013年11月13日に初回生産限定で発売されたミュージック・ビデオ集『The Sexual Healing Total Care Course 120min.』に本作と同内容が収録されている。

## 収録内容
| 全作詞・作曲: 椎名林檎（6.のみ作詞：山上路夫・作曲：沢田研二）。 |                                            |                                                      |                                                      |          |      |
| #                                                                | タイトル                                   | 作詞                                                 | 作曲・編曲                                           | 監督     | 時間 |
| 1.                                                               | 「Σ」(ミュージック・ビデオ)                | 椎名林檎（6.のみ作詞： 山上路夫 ・作曲： 沢田研二 ） | 椎名林檎（6.のみ作詞： 山上路夫 ・作曲： 沢田研二 ） | 木村豊   | 3:33 |
| 2.                                                               | 「ギブス」(ミュージック・ビデオ)           | 椎名林檎（6.のみ作詞： 山上路夫 ・作曲： 沢田研二 ） | 椎名林檎（6.のみ作詞： 山上路夫 ・作曲： 沢田研二 ） | 番場秀一 | 5:42 |
| 3.                                                               | 「闇に降る雨」(ミュージック・ビデオ)       | 椎名林檎（6.のみ作詞： 山上路夫 ・作曲： 沢田研二 ） | 椎名林檎（6.のみ作詞： 山上路夫 ・作曲： 沢田研二 ） | 番場秀一 | 5:05 |
| 4.                                                               | 「アイデンティティ」(ミュージック・ビデオ) | 椎名林檎（6.のみ作詞： 山上路夫 ・作曲： 沢田研二 ） | 椎名林檎（6.のみ作詞： 山上路夫 ・作曲： 沢田研二 ） | 番場秀一 | 3:08 |
| 5.                                                               | 「罪と罰」(ミュージック・ビデオ)           | 椎名林檎（6.のみ作詞： 山上路夫 ・作曲： 沢田研二 ） | 椎名林檎（6.のみ作詞： 山上路夫 ・作曲： 沢田研二 ） | 木村豊   | 5:18 |
| 6.                                                               | 「東京の女」(パロディCM3)                  | 椎名林檎（6.のみ作詞： 山上路夫 ・作曲： 沢田研二 ） | 椎名林檎（6.のみ作詞： 山上路夫 ・作曲： 沢田研二 ） |          | 0:31 |
| 7.                                                               | 「依存症」(エンドロール)                   | 椎名林檎（6.のみ作詞： 山上路夫 ・作曲： 沢田研二 ） | 椎名林檎（6.のみ作詞： 山上路夫 ・作曲： 沢田研二 ） |          | 4:52 |
| 8.                                                               | 「ストイシズム」(隠し映像)                 | 椎名林檎（6.のみ作詞： 山上路夫 ・作曲： 沢田研二 ） | 椎名林檎（6.のみ作詞： 山上路夫 ・作曲： 沢田研二 ） |          | 2:43 |

※「ギブス」から「罪と罰」までの流れは、アルバム『勝訴ストリップ』の曲順と全く同じである。
パロディCM
1. 東芝製電球CM
2. 東芝EMI CM（椎名林檎が自称「東芝EMIイメージガール」と名乗っている）
3. 紀文フードケミファの豆乳CM

隠し映像
- 一言ネタ（エンディングロール終了後しばらく待つと見られる）